# Joseph Aveline
Pour les articles homonymes, voir Aveline.
Joseph Aveline est un agriculteur et un homme politique français né le 10 décembre 1881 et décédé le 12 décembre 1958 à Dorceau.

## Biographie

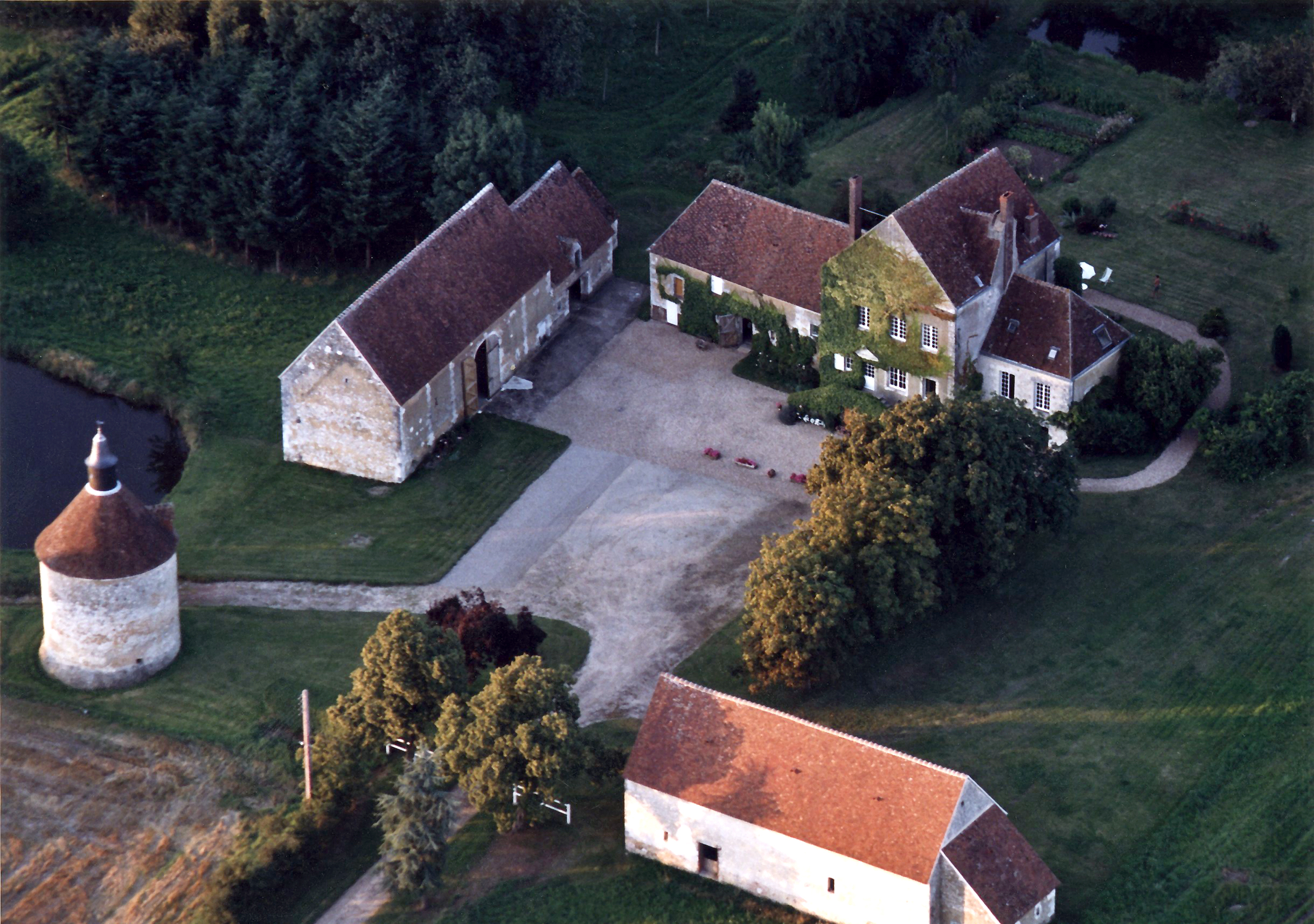
Ferme de naissance de Joseph Aveline à Dorceau.

Héritier d'une ferme et d'un élevage bovin, il devient l'un des fers de lance de l'agriculture normande et remporte de nombreux concours d'élevage. Également à la tête d'un important haras, il devient un spécialiste des chevaux, ce qui lui vaut de donner des tournées de conférences sur cette question, notamment en Amérique du Sud. Il devient un important responsable du milieu hippique ; une course de trotteurs porte son nom à Vincennes.
Il se fait également élire au conseil général de l'Orne, et entre au Parlement en 1936 comme député, élu sous les couleurs des Radicaux indépendants. En 1940, il ne prend pas part au vote des pleins pouvoirs au maréchal Pétain.

## Sources
- « Joseph Aveline », dans le Dictionnaire des parlementaires français (1889-1940), sous la direction de Jean Jolly, PUF, 1960 [détail de l’édition]